# Flik 57F
A Fliegerkompanie 57F vagy Fernaufklärer-Kompanie 57 (rövidítve Flik 57F, magyarul 57. távolfelderítőszázad) az osztrák-magyar légierő egyik repülőszázada volt.

## Története
A századot az ausztriai Straßhofban állították fel és 1917. szeptember 16-án az olasz frontra, Oberlaibachba irányították frontszolgálatra. Októberben a caporettói áttörésben a 2. Isonzó-hadsereg alárendeltségében vett részt; bázisa ekkor Oberloitsch tábori repülőterén volt. Ezután fotófelderítő (Reihenbildgeräte-Kompanie, Flik 57Rb) feladatokat kapott. 1918 nyarán a 6. hadsereg kötelékében vett részt a Piave-offenzívában. A bevetésekre ekkor Godega di Sant'Urbanóból indult, majd a front mozgásával Santa Lucia di Piave, Pergine, San Giacomo di Veglia reptereire költözött.
A háború után a teljes osztrák légierővel együtt felszámolták.

## Századparancsnokok
- Karl Huppner százados
- Adolf Eichberger százados
- Szendrey László főhadnagy

## Századjelzés
A 6. hadseregben elrendelték a repülőszázadok megkülönböztető jelzéseinek használatát: ennek alapján a Flik 57F repülőgépeinek keréktárcsáját négy részre osztva fekete-fehérre festették. 

## Repülőgépek
- Hansa-Brandenburg C.I